# Graffiti utworzone za pomocą wałka

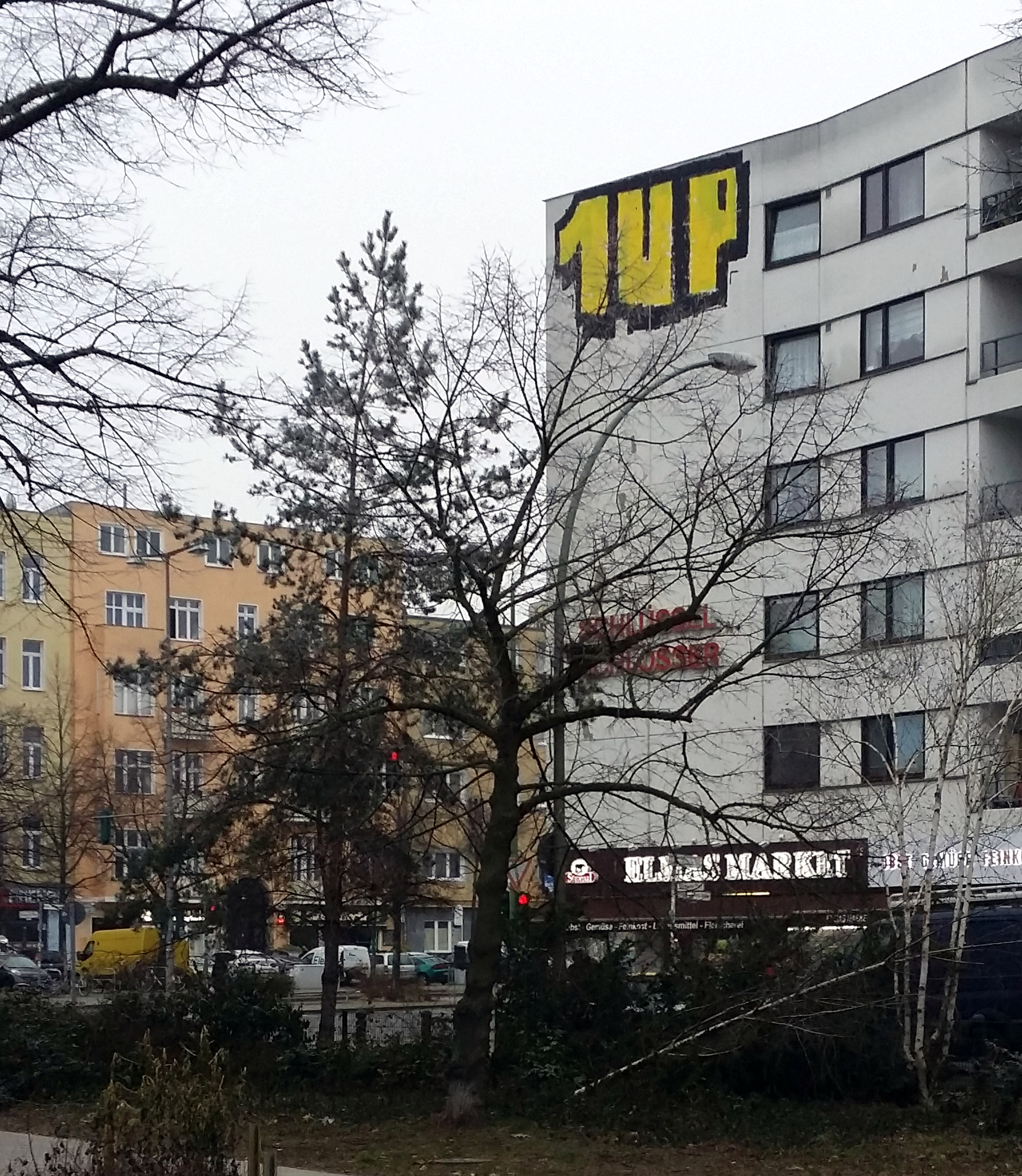
Napis „1UP” wykonany techniką wałka malarskiego

Graffiti wałkowe (ang. roller graffiti) to nazwa techniki tworzenia wszystkich trzech podstawowych rodzajów graffiti za pomocą wałka malarskiego i farby z wiadra. W porównaniu do tworzenia za pomocą sprayu, zastosowanie wałka ma tę zaletę, że można zastosować wydłużony uchwyt, dzięki czemu dostępne są powierzchnie, na których prace można było tworzyć jedynie przy pomocy drabiny.

## Definicja
Za graffiti wykonane wałkiem uważa się graffiti wykonane w całości lub w części za pomocą wałka malarskiego i farby z wiadra. Technika ta, umożliwiająca zastosowanie wydłużonego uchwytu, udostępnia autorowi obszar, na którym musiałby skorzystać z drabiny lub urządzenia do schodzenia po linie za pomocą sprayu. Autorzy stosujący tę technikę zazwyczaj łączą widoczność lokalizacji, rozmiar i strukturę czcionki, aby ułatwić czytanie. Z tego powodu wybierają duże obszary.